# ويليام فراولي
ويليام فراولي (بالإنجليزية: William Frawley)‏ مواليد 26 فبراير 1887 في برلنغتون، الولايات المتحدة - الوفاة 3 مارس 1966 في هوليوود، الولايات المتحدة، هو ممثل أمريكي بدأ مسيرته الفنية سنة 1916. امتدت مسيرته الفنية لأكثر من 49 عاما.

## الأعمال
- كار 99
- ذاهب في طريقي
- السيد فيردو
- معجزة في شارع 34
- أم ترتدي السراويل الضيقة

## روابط خارجية
- ويليام فراولي على موقع IMDb (الإنجليزية)
- ويليام فراولي على موقع تيرنر كلاسيك موفيز (الإنجليزية)
- ويليام فراولي على موقع قاعدة بيانات برودواي على الإنترنت (الإنجليزية)
- ويليام فراولي على موقع قاعدة بيانات الأفلام السويدية (السويدية)
- ويليام فراولي على موقع إن إن دي بي (الإنجليزية)
- ويليام فراولي على موقع قاعدة بيانات الفيلم (الإنجليزية)